# Campeonato Paulista de Futebol - Série A4
O Campeonato Paulista - Série A4 é uma competição de futebol, equivalente ao quarto escalão de São Paulo, organizada pela Federação Paulista de Futebol (FPF). Foi disputada pela primeira vez em 1960 e teve a Votuporanguense como primeiro clube campeão da era profissional.
O Primavera é o clube com maior número de conquistas, com três títulos. Logo depois, aparecem Fernandópolis, Grêmio Prudente, Independente, Jaboticabal, Matonense, Monte Azul, São Carlos e São José com dois títulos.

## História
No final da década de 1920, a Associação Paulista de Esportes Atléticos (APEA) criou e organizou por quatro edições a Divisão Municipal, competição equivalente ao quarto escalão estadual e vencida por Ordem e Progresso, Luzitano, São Geraldo e União Vasco da Gama. No ano de 1960, a FPF criou a competição que equivale ao Quarto Nível do Campeonato Paulista, que atualmente é intitulada Série A4. No ano de 2005, a entidade unificou as chamadas Segunda Divisão Séries B1, B2 e B3 da competição. No ano de 2023, a competição foi renomeada para "Série A4" com a criação da quinta divisão estadual.

## Campeões
Durante sua história, o quarto nível do Campeonato Paulista possuiu diversas denominações: 
- 1960 a 1969: Terceira Divisão
- 1977 a 1979: Segunda Divisão
- 1988 a 1990: Terceira Divisão
- 1991: Seletivo
- 1994 a 1995: Série B1-A/B1-B
- 1996 a 2004: Série B1
- 2005 a 2023: Segunda Divisão
- Desde 2024: Série A4

A primeira edição profissional da Série A4 teve como vencedor a Votuporanguense. Abaixo, segue a lista de todos os campeões: